# サンディエゴ映画批評家協会賞 外国語映画賞
サンディエゴ映画批評家協会賞 外国語映画賞（San Diego Film Critics Society Award for Best Foreign Language Film）は、サンディエゴ映画批評家協会賞の賞の一つである。

## 受賞作品
| 開催年 | 題名 原題                                         | 監督                               | 製作国                               |
| ------ | ------------------------------------------------- | ---------------------------------- | ------------------------------------ |
| 1996年 | リディキュール Ridicule                           | パトリス・ルコント                 | フランス                             |
| 1998年 | ライフ・イズ・ビューティフル La vita è bella      | ロベルト・ベニーニ                 | イタリア                             |
| 1999年 | タンゴ Tango, no me dejes nunca                   | カルロス・サウラ                   | スペイン                             |
| 2000年 | 太陽は、ぼくの瞳 رنگ خدا                          | マジッド・マジディ                 | イラン                               |
| 2001年 | アメリ Le Fabuleux Destin d'Amélie Poulain        | ジャン＝ピエール・ジュネ           | フランス                             |
| 2002年 | トーク・トゥ・ハー Hable con ella                 | ペドロ・アルモドバル               | スペイン                             |
| 2003年 | みなさん、さようなら Les Invasions barbares       | ドゥニ・アルカン                   | カナダ                               |
| 2003年 | アレックス Irréversible                           | ギャスパー・ノエ                   | フランス                             |
| 2004年 | 海を飛ぶ夢 Mar adentro                            | アレハンドロ・アメナーバル         | スペイン フランス イタリア           |
| 2005年 | イノセント・ボイス 12歳の戦場 Voces inocentes     | ルイス・マンドーキ                 | メキシコ プエルトリコ アメリカ合衆国 |
| 2006年 | 単騎、千里を走る。 千里走單騎                     | チャン・イーモウ                   | 中国 日本                            |
| 2007年 | 潜水服は蝶の夢を見る Le scaphandre et le papillon | ジュリアン・シュナーベル           | フランス                             |
| 2008年 | ぼくのエリ 200歳の少女 Låt den rätte komma in     | トーマス・アルフレッドソン         | スウェーデン                         |
| 2009年 | イル・ディーヴォ 魔王と呼ばれた男 Il Divo         | パオロ・ソレンティーノ             | イタリア                             |
| 2010年 | ミラノ、愛に生きる Io sono l'amore                | ルカ・グァダニーノ                 | イタリア                             |
| 2011年 | Le quattro volte                                  | ミケランジェロ・フランマルティーノ | イタリア                             |
| 2012年 | 少年と自転車 Le gamin au vélo                     | ダルデンヌ兄弟                     | ベルギー フランス イタリア           |
| 2013年 | ドラッグ・ウォー 毒戦 毒戰                        | ジョニー・トー                     | 香港                                 |
| 2014年 | フレンチアルプスで起きたこと Turist               | リューベン・オストルンド           | スウェーデン                         |
| 2015年 | 人生タクシー تاکسی                                | ジャファール・パナヒ               | イラン                               |
| 2016年 | 山河ノスタルジア 山河故人                         | ジャ・ジャンクー                   | 中国                                 |
| 2017年 | テルマ Thelma                                     | ヨアキム・トリアー                 | ノルウェー                           |
| 2018年 | 万引き家族                                        | 是枝裕和                           | 日本                                 |
| 2019年 | パラサイト 半地下の家族 기생충                    | ポン・ジュノ                       | 韓国                                 |